# Renascer Praise 10
Renascer Praise 10 é o 10º álbum do grupo de música gospel Renascer Praise em comemoração aos 10 anos do grupo. Foi gravado em São Paulo, no Estádio do Pacaembu, em 16 de agosto de 2003, reunindo cerca de 40 mil pessoas no local, além das participações especiais de Aline Barros e Shekinah Glory Ministry Choir (Chicago - USA).

É disco de Ouro e Platina Duplo, com mais de 270 mil cópias vendidas na época do lançamento. O lançamento oficial do álbum aconteceu no Ginásio do Ibirapuera em Outubro de 2003, em CD, DVD, VHS e PlayBack, além de ganhar uma tiragem com a arte traduzia para o Inglês do CD e DVD, que foram vendidos nos Estados Unidos. Em 2020 o álbum foi disponibilizado nas plataformas digitais de música e no iTunes Store para compra digital, além do lançamento dos clipes no canal oficial do grupo no YouTube.

## Faixas CD[1]
1. Abertura
2. Norte e Sul, Leste-Oeste
3. Levantai
4. Poderoso
5. Espero em Ti
6. Leve e Momentânea
7. Me Derramar
8. Palavra Apostolo Estevam Hernandes
9. Vento Impetuoso
10. Mais de Ti
11. Te Adoramos (Worship, Honor And Love)
12. Sopra
13. Santo e o Cordeiro

## Faixas DVD
1. Abertura
2. Norte e Sul, Leste-Oeste
3. Levantai
4. Poderoso
5. Espero em Ti
6. Leve e Momentânea
7. Me Derramar
8. Poeta
9. Palavra Apostolo Estevam Hernandes
10. Vento Impetuoso
11. Mais de Ti
12. Te Adoramos (Worship, Honor And Love)
13. Sopra
14. Santo é o Cordeiro

## Faixas Bônus - Shekinah Glory Ministry DVD
- The King of Glory
- Dwell Among Us
- All Hail The King

## Extras DVD
- Imagens Aéreas
- Making-Of
- Discografia
- Ficha Técnica